# NCT WISHのCHAT WITH WISH!
NCT WISHのCHAT WITH WISH!（エヌシーティーウィッシュのチャット・ウィズ・ウィッシュ！）は「AuDee CONNECT」内で放送されているラジオ番組。

## 概要
「NCT 127」「NCT DREAM」「WayV」に続く最後のNCTとしてプレデビュー番組『NCT Universe: LASTART』を通じて結成された6人組グループ「NCT WISH」の初めてのラジオ番組。
リスナーは「W（ダブリュー）」と呼ばれている。

## 放送時間
- 2024年10月3日 - 木曜日 26:00 - 26:30

## 放送内容

### コーナー
NCT WISH INFORMATION
NCT WISHについてのトピックスを届けるコーナー。
うぃしおた
「WISHに届いたふつうのおたより」の略。
全力応援！ファイティン道場！！
リスナーが応援してほしいことをNCT WISHのメンバーたちが応援するコーナー。
CHAT WITH WISH AWARDS
今年たくさん頑張ったメンバーそれぞれに 「◯◯がんばったで賞」を考えて賞を送り合う。

## ネット局
「AuDee CONNECT」を参照の事。